# 吐祥镇
吐祥镇，是中华人民共和国重庆市奉节县下辖的一个乡镇级行政单位。

## 行政区划
吐祥镇下辖以下地区：
禹王宫社区、龙泉社区、新桥社区、大河村、樱桃村、石笋村、响水村、白蜡村、燕子村、龙河村、复兴村、新林村、青林村、纸坊村、范家村、大庄村、槽心村、金泉村、中坝村、双河村和阳和村。